# Franz von Thun und Hohenstein
Franz von Thun und Hohenstein est un homme politique autrichien, né à Tetschen le 2 septembre 1847 et mort dans la même ville le 1er novembre 1916 .

## Biographie
Il est à deux reprises gouverneur de Bohême (1889-1896, 1911-1915). Il occupe brièvement le poste de ministre-président d'Autriche, du 5 mars 1898 au 2 octobre 1899. C'est pendant sa présidence que, le 10 septembre 1898 à Genève, l'impératrice-reine Elisabeth est assassinée par un anarchiste.